# DJI

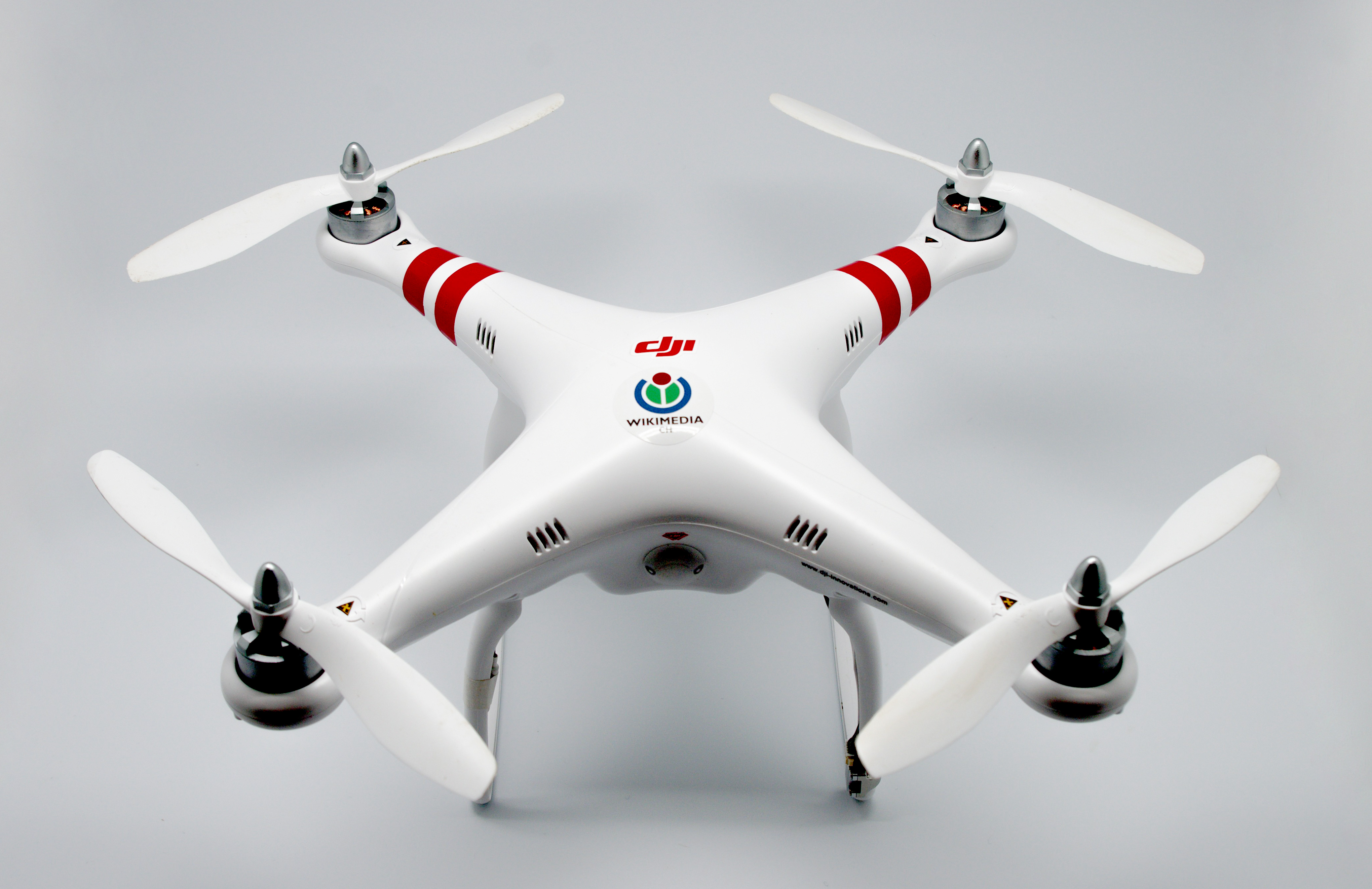
DJI Phantom 1 모델

DJI(중국어: 大疆创新)은 2006년에 설립된 중화인민공화국의 무인 항공기 및 촬영 장비 제조및 판매 회사이다. 광둥성 선전에 본사를 두고 여러 국영 기업의 지원을 받는 중국 기술 회사이다. DJI는 항공 사진 및 비디오 촬영을 위한 상업용 무인 항공기(드론)를 제조한다. 또한 카메라 시스템, 짐벌 안정 장치, 추진 시스템, 엔터프라이즈 소프트웨어, 공중 농업 장비 및 비행 제어 시스템을 설계하고 제조한다.
DJI는 2021년 3월 기준 전 세계 소비자 드론 시장의 약 76%를 차지하고 있다. DJI의 카메라 드론 기술은 음악, TV, 영화 산업에서 널리 사용된다. 이 회사의 제품은 테러리스트 그룹뿐만 아니라 군대와 경찰에서도 사용되었으며 회사는 후자에 대한 접근을 제한하는 조치를 취하고 있다.
DJI 제품은 개인 정보 보호 및 보안에 대한 우려를 불러일으켰다. 해당 제품들은 러시아의 우크라이나 침공 동안 모든 측면의 전투원들에 의해 사용되었다. 이 회사는 미국 정부의 제재를 받았으나 여전히 미국 내에서 드론을 구매하고 운영할 수 있다.

## 제품
매빅 시리즈
- 매빅2 Pro
- 매빅2 Zoom
- 매빅 Air
- 매빅 미니
- 매빅 Air 2

스파크 시리즈
- 스파크

팬텀 시리즈
- 팬텀4 V2.0 Advanced
- 팬텀4 V2.0 PRO

오즈모 시리즈
- 오즈모 포켓
- 오즈모 액션
- 오즈모 모바일3
- 오즈모 모바일4
- 오즈모 모바일5
- 오즈모 모바일6

텔로 시리즈
- Tello

로보마스터 시리즈
- 로보마스터 S1

산업용
- 매빅2 Enterprise